# Švédsko na Zimních olympijských hrách 2010
Švédsko na Zimních olympijských hrách 2010 v Vancouveru reprezentovalo 101 sportovců, z toho 57 mužů a 44 žen. Nejmladším účastníkem byla Klára Myrén (18 let, 265 dní), nejstarším pak Anette Norberg (43 let, 97 dní). Reprezentanti vybojovali 11 medailí, z toho 5 zlatých 2 stříbrné a 4 bronzové.

## Medailisté
| Medaile | Jméno                                                                                 | Sport           | Disciplína                          |
| ------- | ------------------------------------------------------------------------------------- | --------------- | ----------------------------------- |
| Zlato   | Charlotte Kallaová                                                                    | Běh na lyžích   | Ženy 10 km volný styl               |
| Zlato   | Björn Ferry                                                                           | Biatlon         | Muži 12,5 km stíhací závod          |
| Zlato   | Marcus Hellner                                                                        | Běh na lyžích   | Muži 30 km (skiatlon)               |
| Zlato   | Marcus Hellner Johan Olsson Daniel Richardsson Anders Södergren                       | Běh na lyžích   | Muži štafeta 4 x 10 km              |
| Zlato   | Kajsa Bergströmová Anna Le Moineová Cathrine Lindahlová Eva Lundová Anette Norbergová | Curling         | Družstvo žen                        |
| Stříbro | Anna Haagová                                                                          | Běh na lyžích   | Ženy skiatlon 15 km                 |
| Stříbro | Anna Haagová Charlotte Kallaová                                                       | Běh na lyžích   | Družstvo žen sprint                 |
| Bronz   | Anja Pärsonová                                                                        | Alpské lyžování | Ženy kombinace                      |
| Bronz   | Johan Olsson                                                                          | Běh na lyžích   | Muži 30 km stíhací závod (skiatlon) |
| Bronz   | André Myhrer                                                                          | Alpské lyžování | Muži slalom                         |
| Bronz   | Johan Olsson                                                                          | Běh na lyžích   | Muži 50 km klasicky                 |